# شيهان (تل وحيد)
شيهان - تلة واحدة تبرز بشكل جيد في التضاريس؛ تل مرتفع بوجود قمة ومنحدرات مستقيمة.
في جبال الأورال الغربية، الشياهين وتتألف من الحجر الجيري وهي بقايا الشعاب المرجانية للبحار القديمة، تعد الشياهين في جبال الأورال، قمم جبال صخرية.
تقع الشياهين في كثير من الأحيان (في منطقة الفولغا) على سفوح وديان الأنهار.

## الشياهين في باشكورتوستان
الشياهين في باشكورتوستان هي التلال المعزولة في جنوب الأورال. وهي تتألف من أربعة جبال ذات قمة واحدة: توراتاو وشاختاو ويوركتاو وكوشتاو، وتشكل سلسلة ضيقة تمتد على طول نهر بيلايا لمسافة 20 كم.
وهي تقع بالقرب من مدن سترليتاماك، إيشيمباي وسلافات. هذه هي بقايا الشعاب المرجانية التي تشكلت في البحر الدافئ في بداية العصر البرمي . توجد في الرواسب أوحفريات - بقايا اللافقاريات القديمة. تتمثل السمات المميزة لشياهين الباشكير والعديد من التلال القفرة في وجود منحدر لطيف، بزاوية ميل تبلغ حوالي 30 درجة من الأعلى إلى الأسفل، ومنحدر طبيعية. هذا المزيج من الصفات لا يمكن أن يعزى إلى عوامل التأثير العشوائي، على العناصر.

## معرض صور

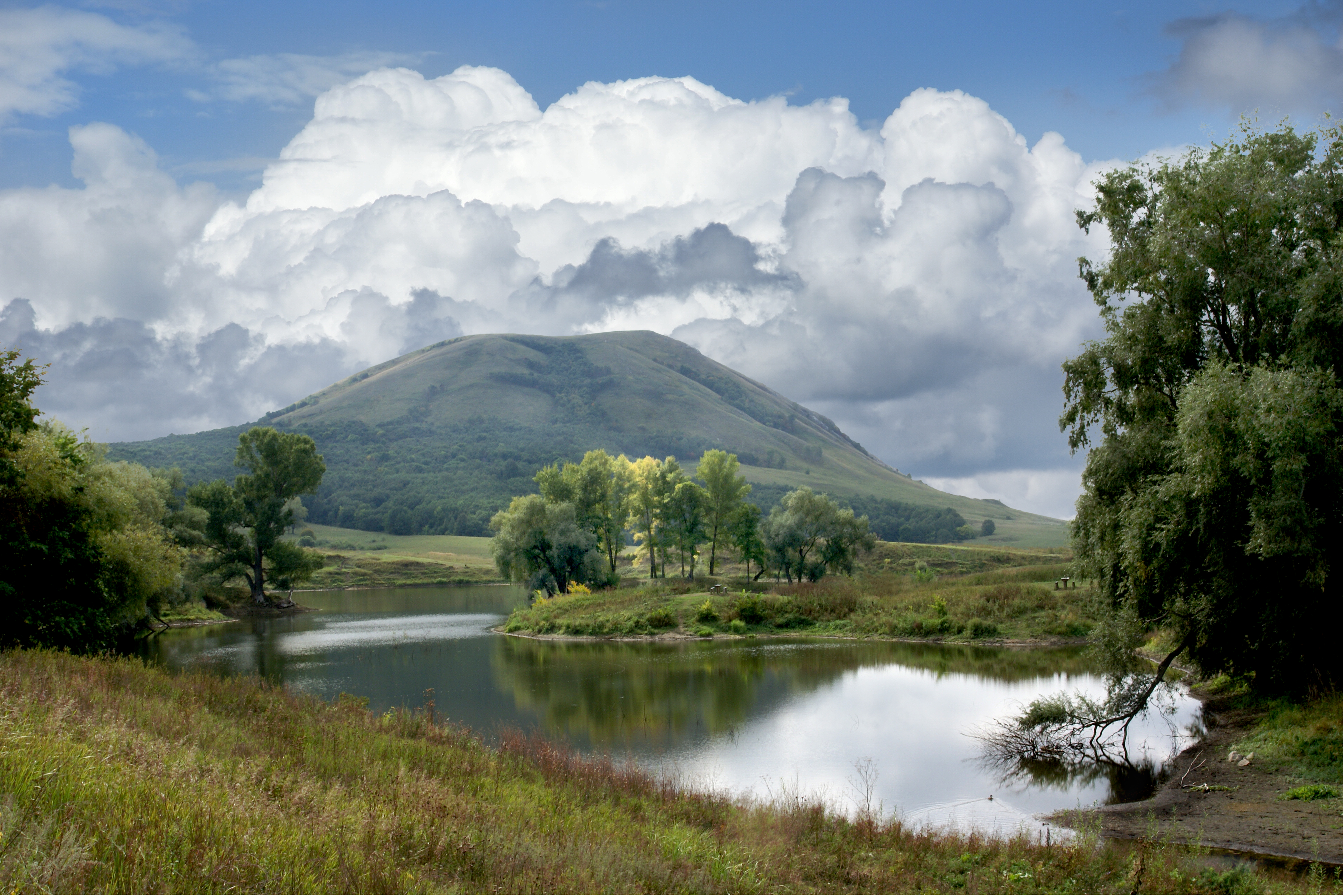
توراتاو
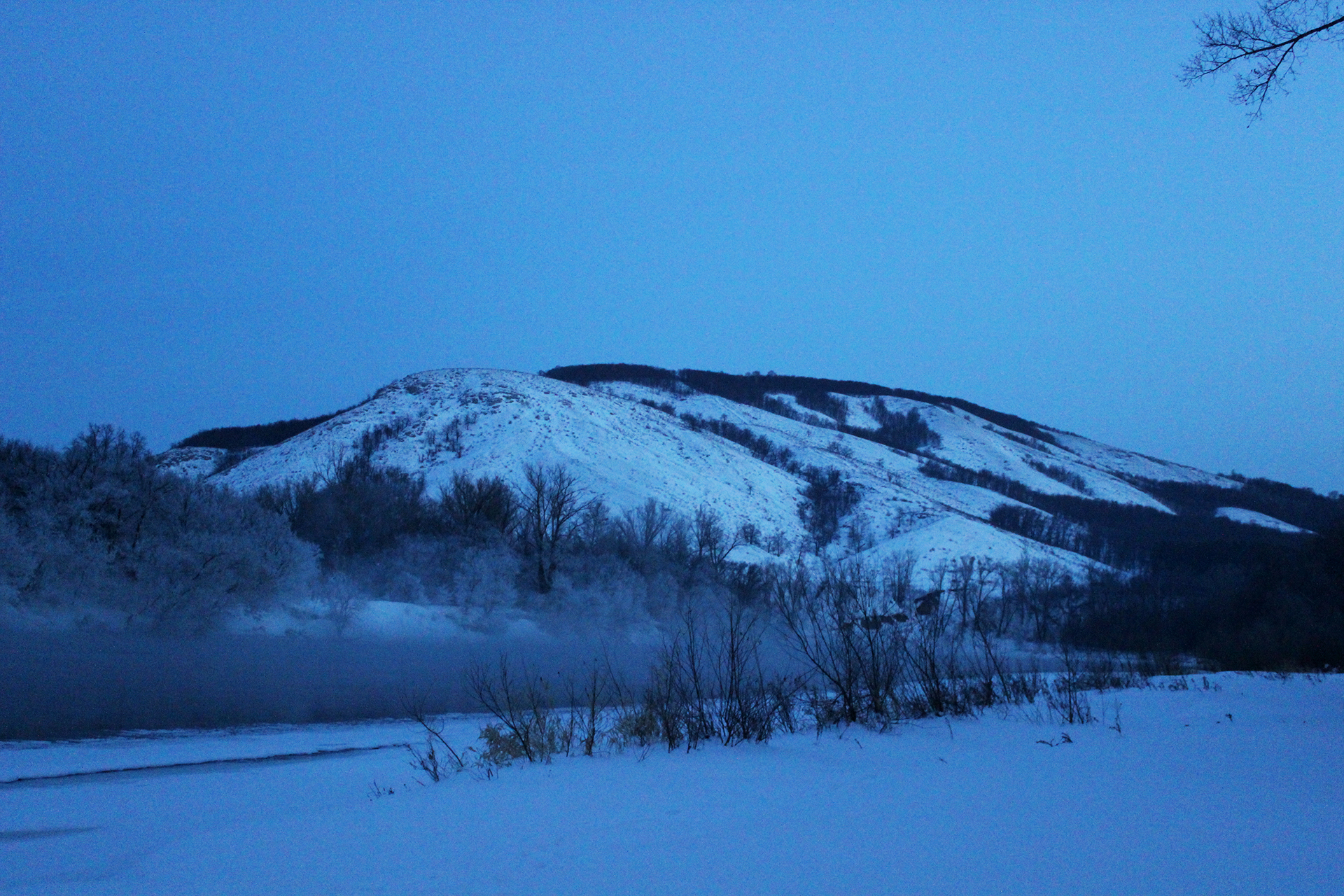
كوشتاو
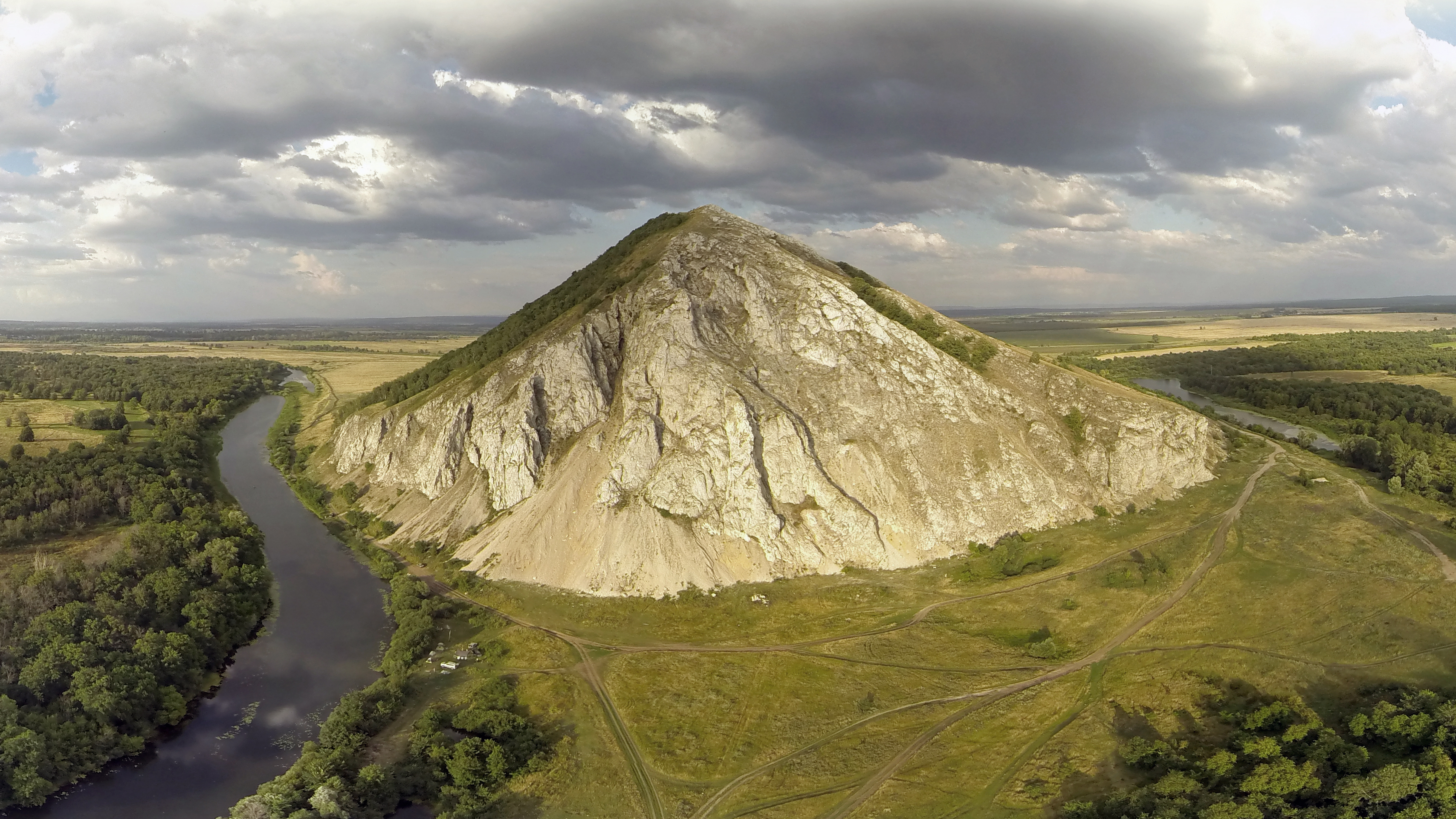
يوركتاو
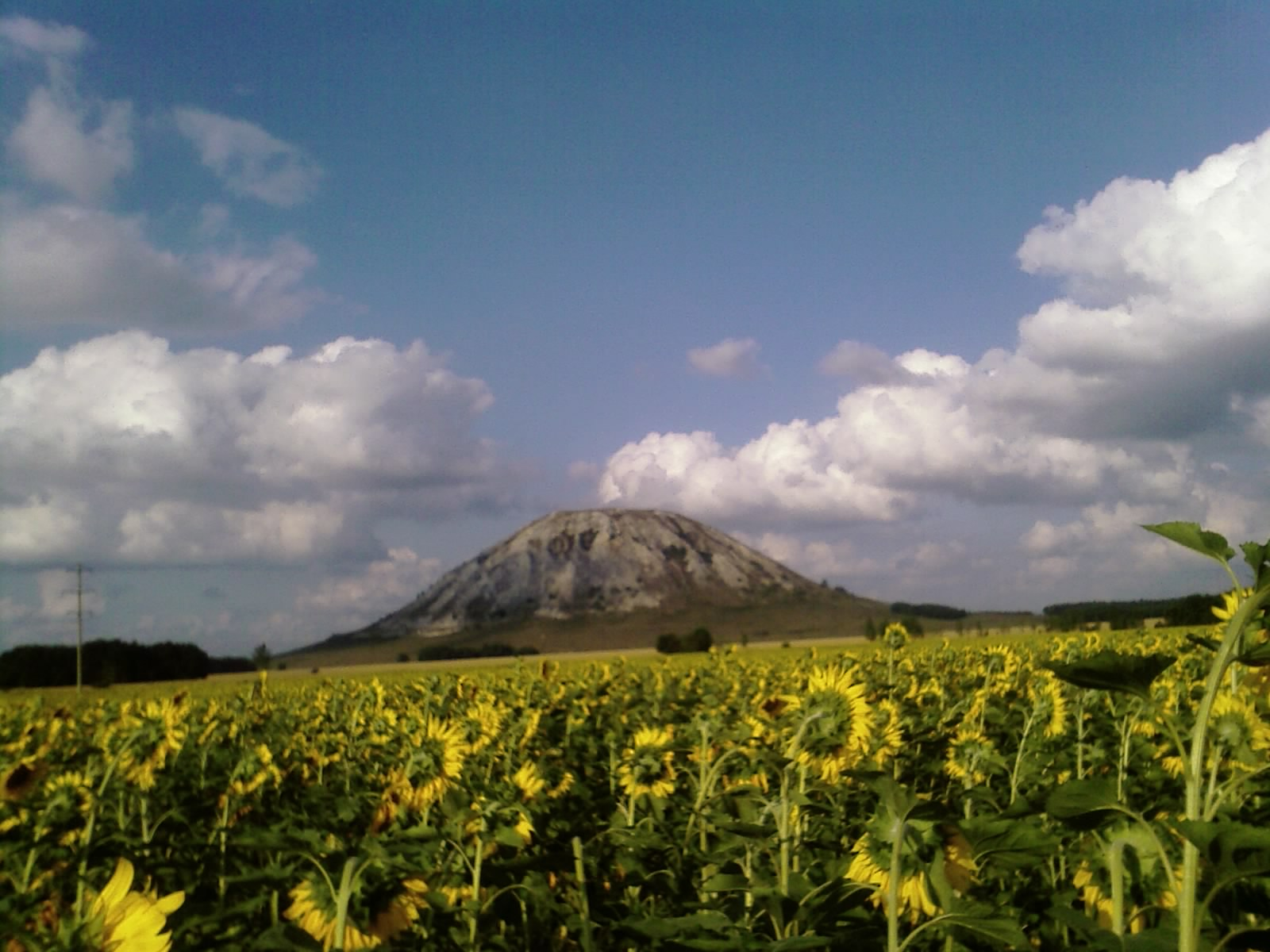
شيهان
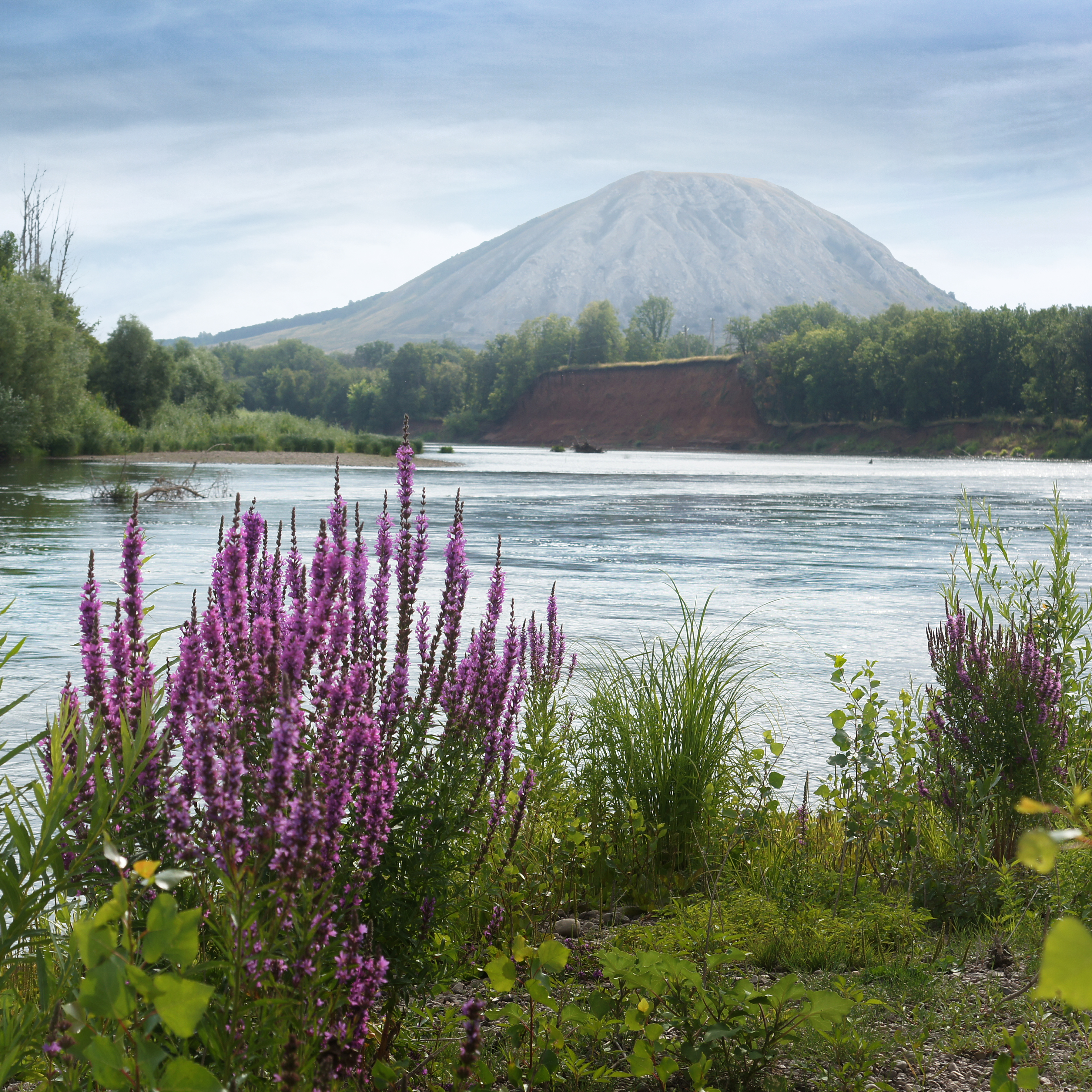
شيهان
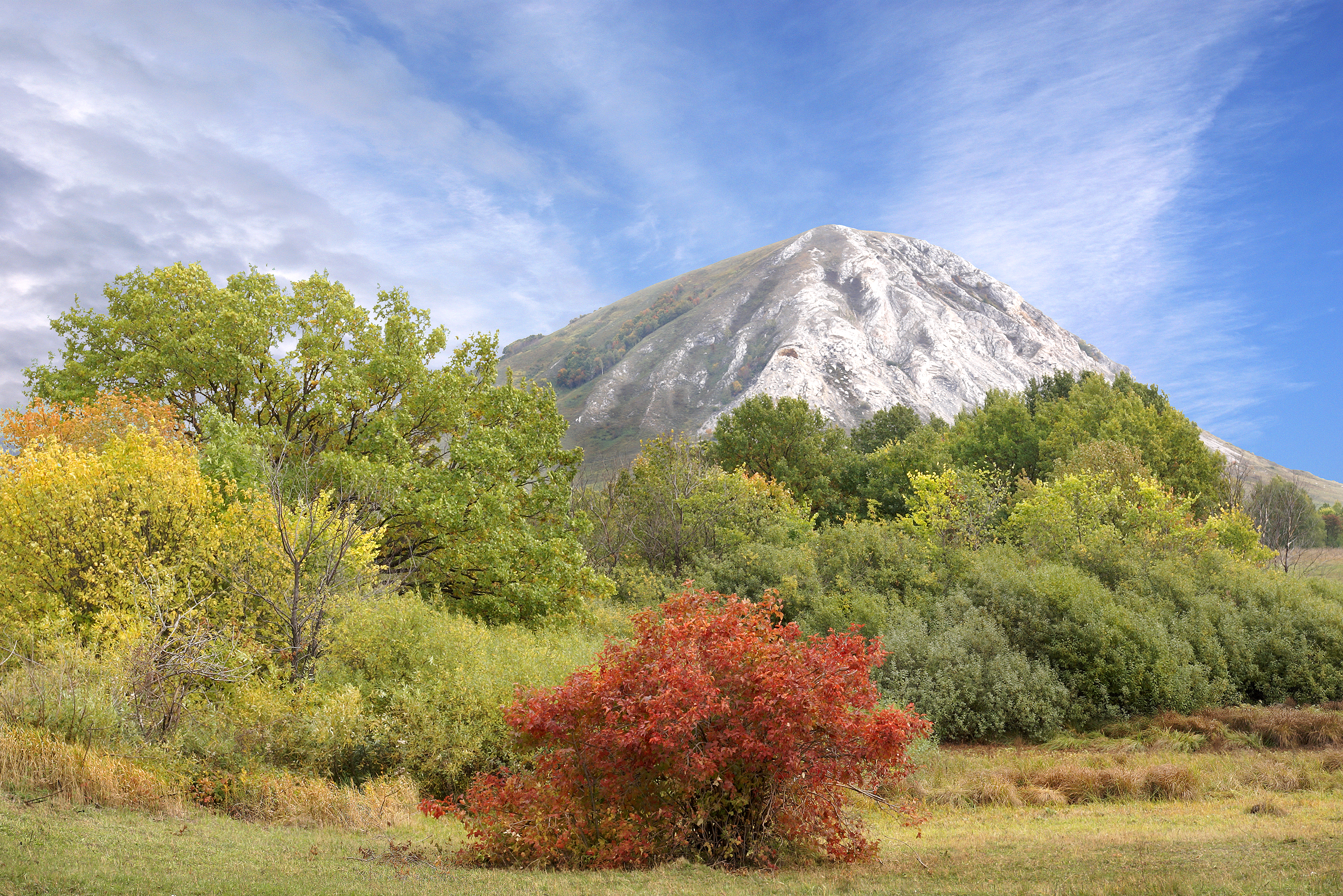
شيهان الخريف
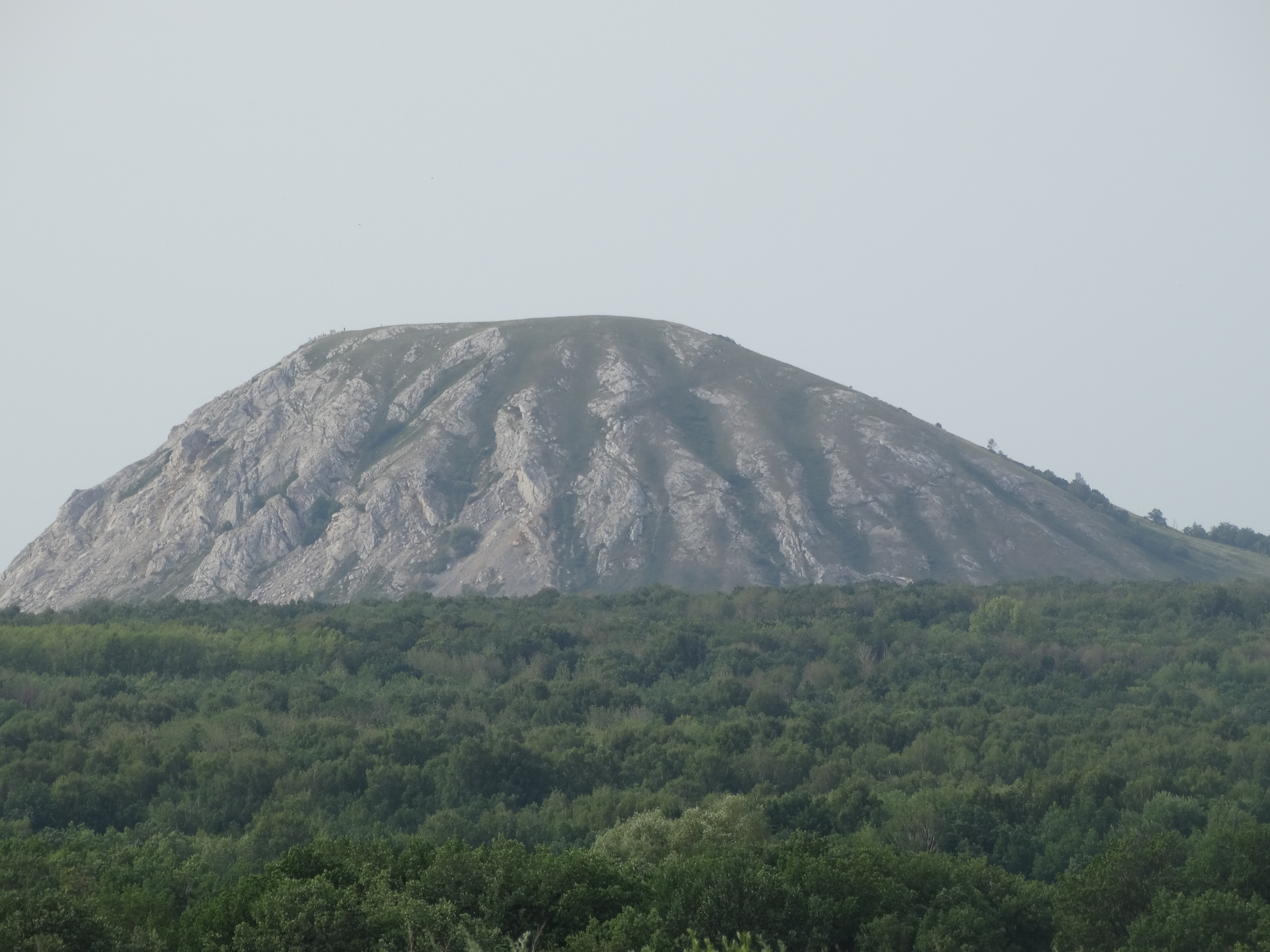
توراتاو
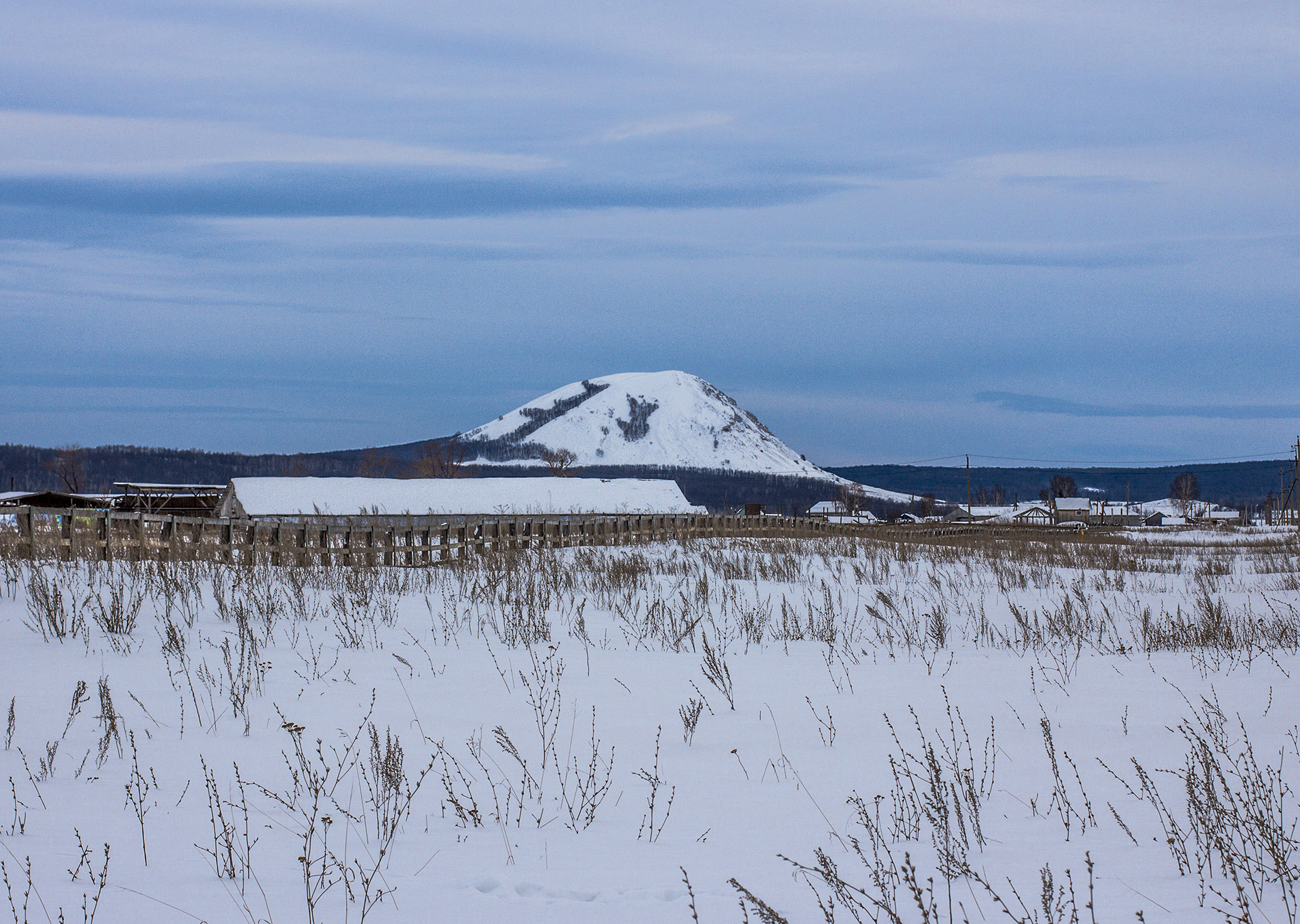

## قائمة مواقع التراث الجيولوجي
يتم تضمين الشيهان الباشكيري كوشتاو، مع جبال توراتاو ويوركتاو، في قائمة مواقع التراث الجيولوجي ذات الأهمية العالمية مثل "Geosite" تحت رعاية الرابطة الأوروبية لحماية التراث الجيولوجي ProGEO . جاء ذلك في الشهادة التي أعدها دكتورالعلوم الجيولوجية والمعدنية، القائم بأعمال مدير مركز أبحاث أوفا الفيدرالي (UFIC RAS) سيرجي كوفاليف.

## وصلات خارجية
- الشياهين في باشكورتوستان
- «شيهان» في باشكورتوستان الموسوعة الموجزة
- انقذوا الشياهين في توراتاو ويوراكتو نسخة محفوظة 7 يونيو 2019 على موقع واي باك مشين.
- جولة افتراضية في توراتاو
- جولة افتراضية في يوراكتو
- بانوراما دورية جوية من كوستو